# Четец (православие)
Четец (още анагност – от гръцки: Αναγνώστης) – православен църковнослужител. Чете Свещеното Писание на богослужебните събирания.
В християнската религия, четецът е духовно лице от низшата степен на клира. "Поставя се чрез посвещение (хиротесия) и чрез молитва и благословение от архиерей, участват в общественото богослужение, без да притежават благодатта на свещенството".